# Melanagromyza placata
Melanagromyza placata är en tvåvingeart som beskrevs av Spencer 1977. Melanagromyza placata ingår i släktet Melanagromyza och familjen minerarflugor. Inga underarter finns listade i Catalogue of Life.